# Пітер Бребрук
Пітер Бребрук (англ. Peter Brabrook, 8 листопада 1937, Гринвіч — 10 грудня 2016, Базілдон) — англійський футболіст, що грав на позиції правого вінгера.
Виступав, зокрема, за клуби «Челсі» та «Вест Гем Юнайтед», а також національну збірну Англії. Чемпіон Англії, володар Кубка Англії та Кубка володарів кубків УЄФА.

## Клубна кар'єра
Розпочав свою футбольну кар'єру, граючи у футбол за дитячу команду «Форд Юнайтед», після чого в березні 1953 року приєднався до «Челсі» і у березні 1955 року підписав з ним свой перший професіональний контракт.
У віці 17 років Бребрук дебютував за першу команду «Челсі», зігравши в сезоні 1954/55 три матчі у Першому дивізіоні, а команда стала чемпіоном країни. У тому ж році він здобув з командою і Суперкубок Англії, відігравши 90 хвилин у матчі проти «Ньюкасл Юнайтед». У перші роки Пітер грав на позиції лівого нападника, конкуруючи за місце з Джонні Макніколом, але після того як у листопаді 1956 року команду покинув правий вінгер Ерік Парсонс, Бребрук зайняв його місце і став основним гравцем «Челсі». Загалом за «синіх» Бребрук провів вісім сезонів, взявши участь у 251 матчі чемпіонату, в яких забив 47 голів.
Після того, як «Челсі» посів останнє місце у чемпіонаті і вилетів у Другий дивізіон, Бребрук у жовтні 1962 року перейшов у «Вест Гем Юнайтед». Плата за трансфер 25-річного нападника становила 35 000 фунтів стерлінгів. Бребрук швидко перетворився на ключового гравця правого флангу нападу «молотків» і на початку травня 1964 року зіграв з командою у фіналі Кубка Англії, який він виграв з рахунком 3:2 у «Престон Норт Енд». Наступного року клуб став володарем Кубка володарів кубків УЄФА, але Бребруку довелося поступитися місцем в основі Алану Сілі через травму, зокрема Бребрук не зміг зіграти і у фінальному матчі проти «Мюнхена 1860». У наступні два сезони, 1965/66 та 1966/67 Бребрук знову був основним гравцем лондонців, дійшовши з командою до фіналу Кубку ліги 1966 року. Там Пітер зіграв в обох матчах проти «Вест-Бромвіч Альбіона», але команда поступилась за сумою двох матчів 3:5 і не здобула трофей.
В липні 1968 року Бребрук перейшов у «Лейтон Орієнт», з яким виступав у Другому та третьому дивізіоні, а завершив ігрову кар'єру в аматорській команді «Ромфорд», за яку виступав протягом 1971–1972 років.

## Виступи за збірну
17 червня 1958 року дебютував в офіційних матчах у складі національної збірної Англії в матчі-переграванні чемпіонату світу 1958 року у Швеції проти СРСР, в якому його команда програла і не вийшла з групи. Пізніше у жовтні 1958 року та травні 1960 року Бребрук ще два рази виходив у складі збірної у іграх проти Північної Ірландії (3:3) та Іспанії (0:3) відповідно, після чого за збірну більше не грав. Крім того у 1957–1961 роках провів 9 матчів і забив 1 гол за збірну Англії до 23 років.

## Подальше життя
Пізніше Бребрук повернувся у «Вест Гем Юнайтед». Він брав участь у роботі клубної академії, з якої під час роботи там Пітера вийшли такі гравці, як Френк Лемпард, Джо Коул та Майкл Каррік.
Помер 10 грудня 2016 року на 80-му році життя  в хоспісі Св. Луки у Базілдоні від раку печінки.

## Статистика виступів

### Статистика виступів за збірну
| Дата      | Місто    | Господарі         | Результат | Гості  | Турнір             | Голи | Примітки |
| --------- | -------- | ----------------- | --------- | ------ | ------------------ | ---- | -------- |
| 17-6-1958 | Гетеборг | СРСР              | 1 – 0     | Англія | ЧС 1958            | -    |          |
| 4-10-1958 | Белфаст  | Північна Ірландія | 3 – 3     | Англія | Домашній чемпіонат | -    |          |
| 15-5-1960 | Мадрид   | Іспанія           | 3 – 0     | Англія | товариський матч   | -    |          |
| Усього    |          | Матчів            | 3         |        | Голів              | 0    |          |

## Титули і досягнення
- Чемпіон Англії (1):

«Челсі»: 1954–55
- Володар Кубка Англії (1):

«Вест Гем Юнайтед»: 1963–64
- Володар Суперкубка Англії (2):

«Челсі»: 1955
«Вест Гем Юнайтед»: 1964
- Володар Кубка володарів кубків УЄФА (1):

«Вест Гем Юнайтед»: 1964–65